# 寿张集乡
寿张集乡是中国山东省济宁市梁山县下辖的一个乡。

## 行政区划
寿张集乡下辖寿张集村、徐楼村、唐坊村、义和庄村、戚楼村、道沟村、殷庄村、倪王庄村、张东溪村、西孙庄村、安楼村、李集村、井桥村、李文斗村、四合兴村、陶庙村、徐坊村、郭楼村、孙佃言村、肖庄村、邵楼村、贾庄村、李楼村、杨楼村、穆桥村、景庄村、程垓村、蒋集村、东孙庄村、宋铺村、周堤口村、宋庄村、王楼村、临湖集村。